# 중국공산당 중앙판공청

중국공산당 중앙판공청(中國共産黨中央辦公廳)은 중국공산당 중앙위원회 직속의 사무 기관이다. 중국공산당 설립 초기부터 존재했으며, 과거에는 중앙비서청으로 불렸다.
형식상으로는 당의 최고 지도자인 중앙위원회 총서기의 비서 역할을 하는 곳이지만, 실제로는 총서기를 포함한 당 중앙위원회의 중요 지도자들의 의료, 보안, 통신 등의 일상업무를 맡고 있어 그 권한은 명목상 역할보다 크다.
중앙판공청의 책임자는 중앙판공청 주임으로, 당지도자의 비서 등 비정치적 업무에 종사하도록 되어 있지만, 중앙판공청 주임을 지낸 인사들은 빠짐없이 최고 지도자 위치에 오른다.

## 하위 부서
중앙판공청은 자금성 중난하이에 위치해 있다.
- 비서1국 (秘書1局)
- 비서2국 (秘書2局)
- 비서3국 (秘書3局)
- 기요국 (機要局) - 비밀 문서의 보관
- 기요교통국 (機要交通局) - 비밀 문서의 전달
- 전화국 (電話局 또는 제39국) - 당지도자에게 암호화된 비밀 전화 제공
- 경위국 (警衛局 또는 제9국) - 당지도자의 경호
- 당위판공실 (党委辦公室) - 당위원회 판공실
- 행정관리국 (行政管理局)
- 인사국 (人事局)
- 신방국 (信訪局)
- 당안국 (檔案局)
- 노간부국 (老幹部局)
- 특별회계처 (特別會計處)
- 연구실 (硏究室)
- 인쇄창 (印刷廠)
- 마오쩌둥기념당관리국 (毛澤東記念堂管理局)

## 역대 중앙판공청 주임
| 대 | 이름              | 임기                      | 역임한 최고 직위                              | 비고                                                     |
| -- | ----------------- | ------------------------- | --------------------------------------------- | -------------------------------------------------------- |
| 1  | 양상쿤 (楊尚昆)   | 1945년 10월 - 1965년 11월 | 국가주석, 중앙군사위원회 상무부주석 겸 비서장 |                                                          |
| 2  | 왕둥싱 (汪東興)   | 1965년 11월 - 1978년 12월 | 정치국상무위원, 당중앙위원회 부주석           |                                                          |
| 3  | 야오이린 (姚依林) | 1978년 12월 - 1982년 4월  | 정치국상무위원, 국무원 상무부총리             |                                                          |
| 4  | 후치리 (胡啓立)   | 1982년 4월 - 1983년 6월   | 정치국상무위원                                |                                                          |
| 5  | 차오스 (喬石)     | 1983년 4월 - 1984년 4월   | 정치국상무위원, 전인대 상무위원장             |                                                          |
| 6  | 왕자오궈 (王兆国) | 1984년 4월 - 1986년 4월   | 정치국위원, 전인대상무위원회 제1부위원장      |                                                          |
| 7  | 원자바오 (温家宝) | 1986년 4월 - 1993년 3월   | 정치국상무위원, 국무원총리                    | 후야오방, 자오쯔양, 장쩌민 3인의 총서기 시절 주임을 역임 |
| 8  | 쩡칭훙 (曽慶紅)   | 1993년 3월 - 1999년 3월   | 정치국상무위원, 국가부주석                    |                                                          |
| 9  | 왕강 (王剛)       | 1999년 3월 - 2007년 9월   | 정치국위원                                    |                                                          |
| 10 | 링지화 (令計画)   | 2007년 9월 - 2012년 9월   | 당중앙위원회 통일전선부장                     |                                                          |
| 11 | 리잔수 (栗战书)   | 2012년 9월 - 2017년 10월  | 정치국상무위원                                |                                                          |
| 12 | 딩쉐샹 (丁薛祥)   | 2017년 10월 -             |                                               | 현직                                                     |

## 같이 보기
- 중국공산당 중앙서기처

## 참고 문헌
- 「中国軍事決策機制＆台海衝突」、約翰W・劉易斯、明鏡出版社、2007年、ISBN 978-1-932138-57-3